# Сандино, Аугусто Сесар
Аугусто Сесар Сандино Кальдерон (исп. Augusto Cesar Nicolás  Sandino Calderón; 18 мая 1895, Никоноомо, Никарагуа — 21 февраля 1934, Манагуа, Никарагуа) — никарагуанский революционер, лидер национально-освободительной революционной войны 1927—1934 годов.

## Биография
Отец Сандино — зажиточный крестьянин Грегорио Сандино, мать — подёнщица Маргарита Кальдерон. В течение 12 лет Грегорио Сандино отказывался признать сына Аугусто законным, однако затем принял его в семью.
В 1921 году Аугусто Сандино едва не убил сына видного местного представителя Консервативной партии, который оскорбительно высказался о его матери, и вынужден был эмигрировать. Побывал в Гондурасе, Гватемале и Мексике. По настоянию отца (срок давности преступлению вышел) вернулся в июне 1926 года в Никарагуа; влияние его несостоявшейся жертвы не позволило ему осесть в деревне по месту рождения, и в итоге Сандино устроился на золотой шахте в Нуэва-Сеговия, принадлежавшей американцам. Там он читал шахтёрам лекции о социальном неравенстве и необходимости перемен.
19 октября 1926 года поднял антиправительственное восстание против правящего режима, поддерживаемого США, затем возглавил вооружённое сопротивление высадившимся в стране американским войскам. Сперва он стоял за восстановление законной власти, согласно конституционным основам, а потом стал бороться против соглашения Эспино-Негро, предусматривавшего плотную опеку Никарагуа американским правительством, рассматривая его как угрозу никарагуанской независимости.
1 июля 1927 года составил свой первый политический манифест:

Я клянусь перед родиной и историей, что моя шпага спасёт национальную честь и принесёт освобождение угнетённым! На вызов, брошенный мне подлыми оккупантами и предателями родины, я отвечаю боевым кличем. Я и мои солдаты станем стеной, о которую разобьются легионы врагов Никарагуа. А если мои солдаты, защитники свободы, сложат голову все до единого, то прежде, чем это произойдёт, не один батальон интервентов останется лежать на склонах моих родных гор... Идите же сюда, чтобы убивать нас на нашей земле; сколько бы вас ни было, я вас жду во главе моих солдат-патриотов. Но знайте: если это произойдёт, то кровь наша падёт на белый купол вашего Белого дома — гнезда, где вынашиваются преступные планы.
— О. К. Игнатьев. Штурм Тискапы — М., Политиздат, 1979, стр.16-17
Утром 16 июля 1927 года отряд Сандино (около 100 человек, вооружённых 60 винтовками) подошёл к захваченному американскими войсками (400 морских пехотинцев и 200 правительственных национальных гвардейцев) городу Окоталь и атаковал его. Бой длился 15 часов и завершился взятием Окоталя. Американцы были так взбешены происшедшим, что послали авиацию для бомбёжки города. Американские самолёты атаковали город и устроили настоящую охоту за крестьянами на окрестных полях. Около 300 мирных жителей, в основном женщин и детей, было убито и ещё 100 человек ранено. Уцелевшие мужчины Окоталя вступили в отряд Сандино, который начал непрерывно расти. Все бойцы отряда были исключительно добровольцами и не получали никакого жалованья, им запрещалось наносить ущерб мирным крестьянам, но разрешалось облагать принудительными налогами «местных и иностранных капиталистов».
К декабрю 1932 года сандинисты контролировали уже свыше половины территории страны, а американцы объявили за голову Сандино награду в 100 тысяч долларов.
В результате длительного возглавленного им повстанческого движения, сумел добиться вывода размещённых в стране американских войск (2 января 1933 года), но в ходе очередного раунда переговоров о демобилизации своей армии был предательски арестован руководителем Национальной гвардии Никарагуа, впоследствии президентом страны Анастасио Сомосой и расстрелян вместе с братом и двумя генералами, Эстрадой и Умансором, его ближайшими соратниками.
В его честь, как патриота и национального героя, был назван Сандинистский фронт национального освобождения, свергнувший диктатуру семейства Сомоса через 45 лет после смерти Сандино в результате Сандинистской революции.
14 мая 1980 года Государственный совет Никарагуа официально присвоил Сандино почётное звание «Отец антиимпериалистической народно-демократической революции».

## Интересные факты
- Традиционно, после прихода к власти сандинистов, с 1979 по 1997 год изображался на лицевой стороне денежных купюр сначала 1000 никарагуанских кордоб, затем, после деноминации 1991 года — на 20 кордобах, а также монетах Никарагуа.

|                                     |                                     |                                     |
| Сандино на 1000 кордоб. 1980, аверс | Сандино на 1000 кордоб. 1985, аверс | Сандино на 20 кордобах. 1990, аверс |

- Сандино изображён на почтовой марке Болгарии 1984 года.

## Сочинения
- Sandino, Augusto C. El pensamiento vivo. Sergio Ramírez, ed. 2 vols. Managua: Editorial Nueva Nicaragua, 1984

## Кино
- «Сандино[англ.]» (1990) — реж. Мигель Литтин, в роли Сандино — Жоаким Ди Алмейда.